# Bratschist

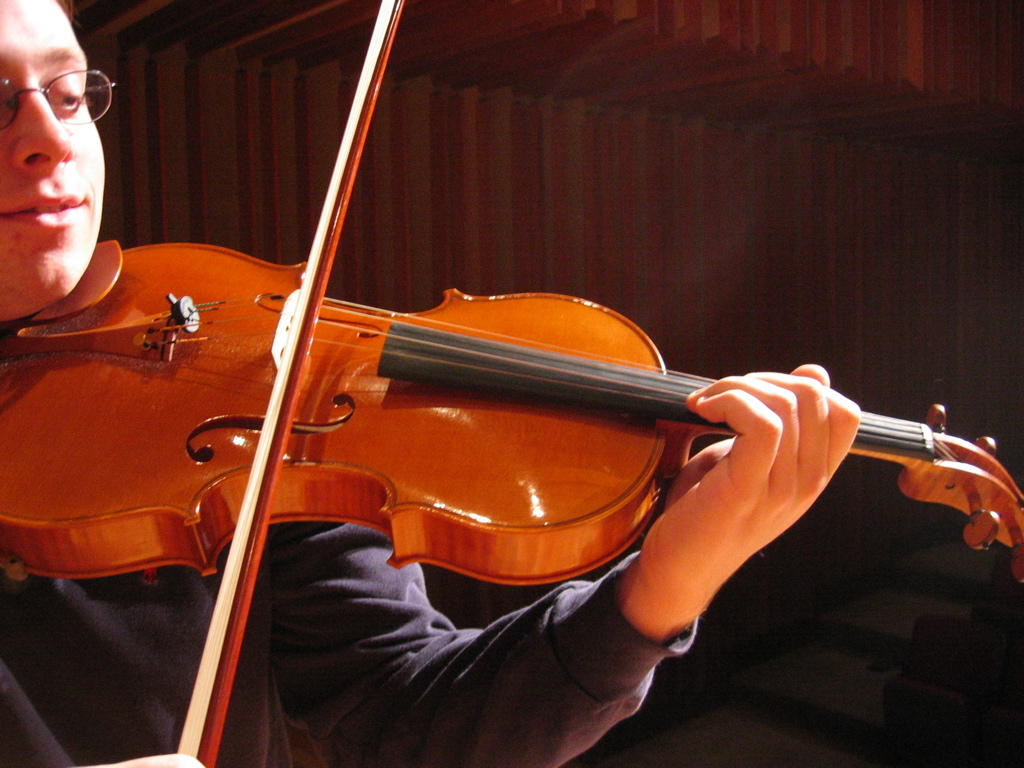
Bratschist

Bratschist bzw. Bratscher oder Violist ist die Bezeichnung für einen Musiker, der die Viola spielt (nicht zu verwechseln mit dem Violinisten).
Da die Kompositionspraxis im 19. Jahrhundert die Bratschenstimme im Orchester oft als „Füllstimme“ gebrauchte, gab es wenige „echte“ Bratscher, denn dieses Instrument schien weniger interessant als die anderen Streichinstrumente, zumal für dieses Instrument auch relativ wenig Sololiteratur existierte. So wurde die Bratsche meist von schlecht qualifizierten Violinisten gespielt. Aufgrund ihrer mangelnden Fähigkeiten auf diesem Instrument entstanden die zahlreichen Bratscherwitze.
Im Laufe der Musikgeschichte wurden auch die Bratschenstimmen wesentlich komplexer und verloren oftmals ihre Funktion als bloße Füllstimme. Heute sind Bratschisten auf ihr Instrument spezialisiert und ebenso gut ausgebildet wie andere Orchestermusiker.